# Peter Aron Aronsson
Per "Peter" Aron Aronsson, född 25 februari 1862 i Nora bergsförsamling, död 1936, var en svenskamerikansk mekaniker och uppfinnare.

## Biografi
Aronsson emigrerade 31 år gammal till USA efter att ha utbildat sig till verktygsarbetare, bland annat vid Karlstads Mekaniska Werkstad och anställdes 1903 som verkmästare vid en av Whitcomb L. Judson och överste Lewis L. Walker tre år tidigare startad fabrik för tillverkning av blixtlås. Under denna sin anställning gjorde Aronsson flera väsentliga förbättringar av blixtlåset, från 1907 i kompanjonskap med sin svärson Gideon Sundbäck. 1910 etablerade sig Aronsson som blixtlåsfabrikör i Paris men återvände 1919 till USA. Under senare år var han anställd av General Electric.